# HD248672
HD248672 є подвійною зорею. 
Дана подвійна система має видиму зоряну величину в смузі V приблизно10,4.

## Подвійна зоря
Головна зоря цієї системи належить до хімічно пекулярних зір й має спектральний клас A0.
Інша компонента має спектральний клас Зорі спектрального класу .